# Noel Neill
Noel Neill (Minneapolis, 25 de novembro de 1920 – Tucson, 3 de julho de 2016) foi uma atriz de cinema e televisão estadunidense, que se tornou mais conhecida por ter interpretado Lois Lane nos seriados Superman (1948) e Atom Man vs Superman (1950), além da série de televisão dos anos 1950, Adventures of Superman. Atuou em mais de 70 filmes, entre seriados, longa-metragens e séries de televisão.

## Biografia

### Carreira
Noel Neill nasceu em Minneapolis, Minnesota, filha do jornalista David e da dançarina de teato LaVere Neill.
Na adolescência, Noel foi modelo fotográfico. Enquanto a pin-up Betty Grable estava em primeiro lugar, Noel Neill era a seguinte no ranking das garotas durante a Segunda Guerra Mundial. Noel também trabalhou como cantora e dançarina, assinando um contrato com Bing Crosby.
Assinou um contrato com a Paramount Pictures, atuando em muitos filmes curtos do estúdio, sendo que o primeiro filme, não-creditado, em 1940, foi Mad Youth. Em 1946, atuou num papel importante, em Junior Prom, pela Monogram Pictures, e se tornou um rosto familiar em personagens da Monogram nos próximos anos, especialmente no papel recorrente de Betty Rogers.
Noel esteve no último filme original de Charlie Chan, Sky Dragon (1949), e também representou a típica “donzela em apuros” em westerns da Monogram e seriados da Republic Pictures.

### Superman
Em 1945 o produtor Sam Katzman deu a Noel Neill o papel recorrente de Betty Rogers, repórter de um jornal escolar, em sua série de comédias musicais "Teen Agers", começando com Junior Prom em 1946. Quando Katzman estava escolhendo o elenco para o seriado Superman na Columbia Pictures, lembrou de Noel Neill e a contratou para interpretar Lois Lane. Ela interpretou Lois nos seriados Superman (1948) e Atom Man vs Superman (1950), com Kirk Alyn interpretando Superman/Clark Kent.

Quando Adventures of Superman teve início na televisão, em 1951, George Reeves e Phyllis Coates foram os atores principais da primeira temporada. Quando a série encontrou um patrocinador, Coates tinha já se dedicado a outra produção, então os produtores chamaram Noel Neill, que tinha interpretado Lois Lane nos seriados. Ela continuou no papel por cinco temporadas, até que a série saiu do ar, em 1958. Ela foi programada para aparecer na sétima temporada co-estrelando com Jack Larson, em 1960, mas após a trágica e repentina morte do ator George Reeves, a sétima temporada foi cancelada, terminando oficialmente a série.
Enquanto Phyllis Coates geralmente preferia se distanciar do papel, Noel Neill abraçou sua associação com a figura de Lois Lane, dando palestras freqüentes em campi universitários durante a década de 1970, quando foi reavivado o interesse pela série, cativando o público com seu calor e bom-humor.
Noel Neill continuou a ter ligação com as produções sobre Superman. Interpretou a mãe de Lois Lane no filme de 1978 Superman, com Kirk Alyn como pai de Lois – como aconteceu em 1951, Phyllis Coates mais tarde sucedeu Neill nesse papel em Lois & Clark: The New Adventures of Superman. Em um episódio da série de televisão Superboy, ela apareceu ao lado de seu antigo companheiro de elenco, Jack Larson, que havia interpretado Jimmy Olsen na TV. Sua presença no Superman Festival em Metropolis, Illinois foi destaque no The Tonight Show with Jay Leno. Como "Aunt Lois" ela apareceu no filme independente Surge of Power: The Stuff of Heroes, em 2004, e fez o papel de Gertrude Vanderworth (a idosa esposa moribunda de Lex Luthor) em Superman Returns (2006), o último filme em que atuou.
Em 2003, uma biografia autorizada de Neill foi publicada, sob o título Truth, Justice, & The American Way: The Life And Times Of Noel Neill, The Original Lois Lane, de Larry Thomas Ward (Nicholas Lawrence Books, ISBN 0-9729466-0-8); uma edição limitada, mais extensa, foi lançada em 2006. Ward posteriormente escreveu outro livro, Beyond Lois Lane (Nicholas Lawrence Books, ISBN 978-09729466-1-2) em 2007, focando no trabalho de Neill como modelo, além da publicidade sobre lançamentos, críticas de filmes, comentários de jornal e fotografias.
Noel Neill e Jack Larson gravaram comentários para o lançamento do DVD sobre os episódios da TV sobre Superman. Noel comentou no documentário Look, Up in the Sky: The Amazing Story of Superman sobre a frequente pergunta das crianças na época, "Why don't you know that Clark Kent was Superman, just wearing a pair of those darn eyeglasses?" (“Por que você não sabe que Clark Kent era Superman, usando apenas um par desses malditos óculos?”) E Neill respondeu para as crianças (e depois para o público universitário), "I don't want to lose my job!" (“Não quero perder meu emprego!”)
Em 15 de junho de 2010, a cidade de Metropolis, em Illinois (a cidade que se auto-intitula "official home of Superman")  construiu uma estátua de Lois Lane, usando Noel Neill como modelo. Neill afirmou que ela era uma honra ser imortalizado com uma estátua.
Em 23 de julho de 2010, Neill caiu em sua casa em Tucson, Arizona e quebrou o quadril. Ela foi hospitalizada para cirurgia no centro médico de Tucson.
Em 2012, Noel Neill se mudou de sua casa em Santa Monica para a cidade de Metropolis, Illinois, onde ela era carinhosamente conhecida como a primeira-dama da metrópole.
Ela faleceu em sua casa, em Tucson, Arizona, Estados Unidos, em 3 de julho de 2016, aos 95 anos.

## Filmografia parcial
- Brick Bradford (1947)
- Man or Mouse (1948)
- Superman (1948)
- Adventures of Frank and Jesse James (1948)
- Atom Man vs Superman (1950)
- Adventures of Superman (1953–1958)
- The Lone Ranger, Episódio Letter of the Law (4 Jan. 1951)
- An American in Paris (1951) (não-creditada)
- Submarine Command (1951) (não-creditada)
- Gentlemen Prefer Blondes (1953)
- Superman (1978)
- Superman Returns (2006)